# Танглашань
Танглашань (кит. спр. 唐古拉山镇, піньїнь: Tánggŭlā Zhèn, тиб. གདང་ལ་གྲོང་རྡལ།) — містечко на правах довірчого управління у складі міського повіту Голмуд у Хайсі-Монголо-Тибетській автономній префектурі КНР. Виокремлений (але не переданий) з Юйшу-Тибетської автономної префектури, тому є ексклавом; також частково (з 1963-го) керується повітом Амдо у складі міста-префектури Нагчу (Тибетський автономний район). Таке потрійне підпорядкування є унікальним в КНР.

## Географія
Танглашань розташовується майже у центрі Тибетського плато на висоті понад 4500 метрів над рівнем моря за 500 кілометрів від міської частини Голмуда. Тут річки Улан-Мурун (монг. Ulaan Mörön, або Тото) і Дамчу (Данцюй) утворюють Тунтянь.

### Клімат
Містечко знаходиться у зоні так званої «гірської тундри», котра характеризується кліматом арктичних пустель. Найтепліший місяць — липень із середньою температурою 7.8 °C (46 °F). Найхолодніший місяць — січень, із середньою температурою -15 °С (5 °F).
| Клімат Танглашаня       | Клімат Танглашаня | Клімат Танглашаня | Клімат Танглашаня | Клімат Танглашаня | Клімат Танглашаня | Клімат Танглашаня | Клімат Танглашаня | Клімат Танглашаня | Клімат Танглашаня | Клімат Танглашаня | Клімат Танглашаня | Клімат Танглашаня | Клімат Танглашаня |
| Показник                | Січ.              | Лют.              | Бер.              | Квіт.             | Трав.             | Черв.             | Лип.              | Серп.             | Вер.              | Жовт.             | Лист.             | Груд.             | Рік               |
| Середній максимум, °C   | −6                | −4                | 0                 | 5                 | 8                 | 12                | 14                | 13                | 10                | 4                 | −1                | −5                | 4                 |
| Середня температура, °C | −15               | −13               | −8                | −3                | 1                 | 5                 | 8                 | 7                 | 4                 | −3                | −10               | −14               | −3                |
| Середній мінімум, °C    | −24               | −21               | −17               | −12               | −6                | −1                | 1                 | 1                 | −1                | −10               | −19               | −23               | −11               |
| Норма опадів, мм        | 1                 | 1                 | 2                 | 5                 | 17                | 49                | 86                | 65                | 40                | 11                | 0                 | 1                 | 278               |
| ----------------------- | ----------------- | ----------------- | ----------------- | ----------------- | ----------------- | ----------------- | ----------------- | ----------------- | ----------------- | ----------------- | ----------------- | ----------------- | ----------------- |
| Джерело: Weatherbase    |                   |                   |                   |                   |                   |                   |                   |                   |                   |                   |                   |                   |                   |